# Segona Guerra Macedònica
La Segona Guerra macedònica (200 aC-197 aC) es va lliurar entre el Regne de Macedònia, liderat per Filip V de Macedònia i la República de Roma, aliada amb Rodes i Pèrgam. El resultat fou la derrota dels macedonis, que es van veure forçats a retirar-se de totes les possessions a Grècia.

## Antecedents
Amb la Segona Guerra Púnica, la República de Roma havia quedat lliure del seu enemic cartaginès i podia tornar a ajudar els seus aliats grecs i als Ptolomeus d'Egipte. Durant el conflicte, Rodes i Pèrgam van reforçar les seves flotes construint nous vaixells.
Filip V de Macedònia, davant el domini de la mar pels seus enemics, va passar l'hivern a Cària i el 200 aC va aconseguir eludir la vigilància enemiga i retornar a Europa on calia la seva presència. Àtal de Pèrgam i el govern de Rodes van portar la seva flota a Egina i van aconseguir l'aliança d'Atenes, hostil al Regne de Macedònia, que va declarar la guerra a Filip. Roma va trencar el tractat de pau i va declarar la guerra a Macedònia, encarregant la seva direcció al cònsol Publi Sulpici Servi Galba Màxim.

## La Guerra

### Avanç macedoni
Pèrgam i Rodes van renunciar a seguir la guerra esperant que els romans fessin la feina, però les forces romanes trigar molt a arribar. Publi Sulpici Servi Galba Màxim va establir els quarters d'hivern a l'Illa d'Apol·lònia i va enviar una petita força a Atenes dirigida per Gai Claudi Centó. Publi Sulpici Servi Galba va aprofitar la situació i va enviar a Nicànor l'Elefant a envair l'Àtica mentre ell mateix anava a Tràcia, on va conquerir Enos i Maronea, va avançar cap al Quersonès traci, i va assetjar Abidos. Ni Àtal ni els rodis van fer res per ajudar a aquesta ciutat, tot i que la seva obstinada resistència els donava temps de sobra, i finalment fou conquerida quan ja la major part dels seus habitants havia mort. El contingent de Centó enviat a Atenes va sorprendre i saquejar Calcis retirant-se després. Filip va intentar aprofitar la seva absència per ocupar Atenes, però no ho va aconseguir, i en revenja va assolar l'Àtica incloent cementiris i llocs sagrats. Llavors va anar a Corint i va prendre part a l'assemblea dels aqueus, aconseguint la declaració de guerra de la Lliga Aquea contra Roma. De tornada a Macedònia va assolar altre cop l'Àtica.

### La campanya de Publi Sulpici Servi Galba
El 199 aC, Publi Sulpici Servi Galba Màxim estava a punt per iniciar la guerra. El seu lloctinent Luci Apusti Ful·ló ja havia fet alguns atacs victoriosos aliat amb Pleurat III d'il·líria, al rei Aminandre d'Atamània i al rei Bató de Dardània. Els etolis, en canvi, van declinar prendre part a la guerra a favor de cap bàndol. Sulpici va avançar cap a la Dassarètia i Filip li va sortir al pas amb el seu exèrcit principal; es van produir diversos petits combats parcials, el més fort dels quals fou la batalla d'Octolofos, amb victòria romana, que va decidir la Lliga Etòlia a abraçar el partit romà i van enviar les seves forces cap a Tessàlia on es van unir a Aminandre mentre Bató entrava a Macedònia pel nord.
Publi Sulpici Servi Galba va deixar les seves posicions ben protegides i es va retirar a Macedònia eludint al cònsol romà i va enviar Atenàgores de Macedònia contra els dàrdans, i ell mateix va atacar als etolis i atamans a Tessàlia; va atacar als etolis per sorpresa i va fer una gran matança i els hauria aniquilat si no hagués arribat Aminandre d'Atamània al darrer moment. Mentre Sulpici va avançar cap Eòrdia i Orèstia (o Orestis) on va ocupar Celetrus, i va retornar cap a l'Epir sense fer res més important. Atenàgores va poder rebutjar als dardanis i la campanya es va tancar per aquell any.

### Publi Vil·li Tàpul
El 198 aC va arribar el nou cònsol roma Publi Vil·li Tàpul però un motí al seu exèrcit va impedir fer res. Pel seu costat Filip va assetjar Thaumaci a Tessàlia, però la ciutat va resistir ferotgement i a final d'any Filip va abandonar el setge. Filip va agafar posicions prop d'Antigònia que dominava l'accés a Macedònia i Vil·li es va acostar a les posicions reials però no va aconseguir res i llavors va arribar el seu successor Tit Quinti Flaminí que el va substituir.

### Tit Quinti Flaminí
Tit Quinti Flaminí va optar per assaltar el pas d'Antigònia i va demanar l'ajut del partit romà de l'Epir dirigit per Carops el vell. Durant 40 dies va lluitar amb els macedonis. Filip V de Macedònia va començar a negociar amb la mediació dels epirotes i Flaminí va exigir l'evacuació de Grècia i Tessàlia; mentre es va descobrir un pas amagat de muntanya que evitava Antigònia i els romans van creuar i es van presentar al darrere de les línies macedònies: Antigònia, atacada per dos costats, ja no va oferir resistència i els defensors van fugir cap a Tessàlia després de perdre dos mil homes. Epir es va sotmetre a Flaminí i va rebre un tractament suau.
El cònsol va avançar per Tessàlia i Filip va fer una política de terra cremada, assetjant Falòria on tot i trobar resistència fou conquerida amb un càstig que havia de servir d'exemple a altres ciutats, però com les principals ciutats tenien guarnicions macedònies, la mesura no fou efectiva. L'exèrcit macedoni estava a Tempe des d'on podia enviar ajut a qualsevol ciutat. Flaminí va assetiar Càrax, a la vora del Peneu, però els atacs foren rebutjats i el setge es va haver d'aixecar. Flaminí va anar a la Fòcida i va ocupar diverses ciutats incloent alguns ports que li van permetre comunicar amb el seu germà Luci Quinti Flaminí, cap de la flota. La principal ciutat Elatea va resistir i va aturar el seu progrés. Mentre Luci va aconseguir l'aliança de la Lliga Aquea, dirigida llavors per Aristènet de Dime; però Megalòpolis, Dime i Argos van romandre lleials al Regne de Macedònia.
Després d'ocupar Elatea, Flaminí va establir els seus quarters d'hivern a la Fòcida i la Lòcrida; una revolta a Opus va foragitar a la guarnició macedònia i una part dels revoltats va cridar als etolis i uns altres als romans que finalment van prendre possessió de la ciutat, cosa que va molestar els etolis. La guarnició macedònia s'havia refugiat a l'acròpoli però no fou atacada.

### Treva temporal
Filip V de Macedònia va fer noves propostes de pau que foren acceptades per Tit Quinti Flaminí, que aspirava a romandre en el comandament un altre any, i es va pactar una treva de dos mesos. A una reunió al golf Malíac prop de Nicea, que va durar tres dies, Filip, Flaminí, i els aliats van discutir l'afer; la principal petició romana i etòlia era la retirada de totes les guarnicions macedònies de Grècia. Flaminí volia demorar la resposta i va actuar molt políticament. De moment va permetre enviar ambaixadors macedonis a Roma a canvi de l'evacuació de les posicions que li quedaven a Lòcrida i Fòcida; Flaminí ja havia informat al senat de què calia exigir la retirada de les guarnicions macedònies de Grècia (especialment les més importants a Demetries, Calcis i Corint) i els ambaixadors macedonis es van trobar amb aquesta exigència també a Roma. Els ambaixadors van sortir de la capital, i el senat va prorrogar el poder a Flaminí per un període indefinit. Aconseguit el seu objectiu Flaminí va declarar que ja no hi hauria més converses de pau.
Filip es va intentar aliar a Nabis d'Esparta, que per traïció s'havia apoderat d'Argos, el qual va convidar a Flaminí a una conferència en aquesta ciutat on finalment es va acordar que Nabis seria aliat romà i hauria de deixar de fer la guerra a la Lliga Aquea, però conservaria Argos (encara que el tractat va evitar aquesta clàusula). Llavors Flaminí va anar contra Corint on el tirà Filocles, amic de Nabis, s'esperava que també es passaria al camp romà, però fou en debades. Flaminí va passar per Beòcia, que va haver de renunciar a l'aliança macedònia i unir-se als romans, però la majoria dels beocis amb capacitat militar ja estaven servint a l'exèrcit macedoni. Només els acarnanis van romandre fidels al Regne de Macedònia.

### Represa de les hostilitats
A la primavera del 197 aC Tit Quinti Flaminí va deixar el campament i va iniciar la segona campanya ajudat pels auxiliars aqueus i etolis principalment. Va avançar cap a la Ftiòtida i Filip, al capdavant del seu exèrcit, li va sortir al pas. Un primer enfrontament favorable als romans es va produir a Feres, i els dos exèrcits es van dirigir cap a Farsàlia i Escotusa. Tot seguit es va produir la batalla de Cinoscèfals en la que Flaminí va obtenir una victòria completa i 8.000 macedonis van morir i 5.000 fets presoners per només va perdre 700 romans perduts. Tota Tessàlia es va rendir als romans i Filip va demanar la pau. Els etolis es van atribuir la principal part en la victòria.

### Final de la guerra
Tit Quinti Flaminí I va acordar al rei una treva de 15 dies i permís per iniciar converses de pau; els etolis exigien molt més i van acusar Flaminí d'haver estat subornat pel rei macedoni; finalment aquestes exigències i acusacions van fer que els etolis no obtinguessin gaire premi per la seva cooperació. Filip V de Macedònia va acceptar els termes de pau proposat pels romans i es va signar una treva per uns quants mesos i es van enviar ambaixades a Roma.
Flaminí va restaurar la llibertat dels soldats beocis que servien a Macedònia i va donar el càrrec de beotarca a un comandant dels tebans de l'exèrcit macedoni (que aviat fou assassinat pel partit romà amb permís de Flaminí). Una revolta antiromana va esclatar a Beòcia i els romans que foren trobats al país foren assassinats (uns 500) i els seus cadàvers deixats sense enterrar. Flaminí va assolar Beòcia i va assetjar Coronea i Acrèfia on s'havien trobat molts morts romans; els beocis van demanar la pau i finalment va aconseguir la mediació de la Lliga Aquea però els principals caps rebels van haver de ser entregats i es va haver de pagar una multa de 30 talents.